# Laskod
Laskod è un comune dell'Ungheria di 1 087 abitanti (dati 2001). È situato nella contea di Szabolcs-Szatmár-Bereg.